# Alternative Press
Alternative Press (укр. Альтернативна преса) — американський музичний журнал.
Журнал Alternative Press започатковано 1985 року в Клівленді, США. Його засновником був журналіст Майк Ши, який намагався приділяти увагу альтернативній музиці, що на той момент була частиною музичного андеграунду. Спочатку це був фензин, який розмножували за допомогою копіювального апарату, але згодом він став друкуватися професійно та отримав вебверсію. Серед виконавців, чия творчість висвітлювалася в журналі — Guns N' Roses, Nine Inch Nails, Nirvana, Smashing Pumpkins, Foo Fighters, Bloodhound Gang, Garbage, Green Day, My Chemical Romance, Paramore, Fall Out Boy та багато інших. 
Станом на 2015 рік, коли журнал святкував тридцятиріччя, його наклад дорівнював 225 тис. примірників, що робило його другим найбільшим музичним журналом країни після Rolling Stone, а вебсайт Alternative Press щомісяця відвідувало 2,3 млн читачів. Ювілею журналу була присвячена персональна експозиція Alternative Press в Залі слави рок-н-ролу, що знаходиться в Клівленді. Окрім цього, 2014 року журнал заснував власну премію Alternative Press Music Awards, яка вручалася чотири роки поспіль.
2020 року журнал було продано медіакомпанії MDDN LLC, якою володіли Бенджі та Джоел Меддени, музиканти поп-панк-гурту Good Charlotte.